# Ronde van Italië 1956
| Eindklassement                    |                      |              |
| Algemeen klassement               | Charly Gaul          | 101h 39' 49" |
| Tweede                            | Fiorenzo Magni       | + 3' 27"     |
| Derde                             | Agostino Coletto     | + 6' 53"     |
| Vierde                            | Cleto Maule          | + 7' 25"     |
| Vijfde                            | Aldo Moser           | + 7' 30"     |
| Zesde                             | Alessandro Fantini   | + 8' 46"     |
| Zevende                           | Jean Brankart        | + 9' 21"     |
| Achtste                           | Bruno Monti          | + 10' 54"    |
| Negende                           | Waldemaro Bartolozzi | + 18' 14"    |
| Tiende                            | Hilaire Couvreur     | + 18' 41"    |
| (Ned)                             | Wout Wagtmans (13e)  | + 31' 40"    |
| Rode Lantaarn                     | Angelo Coletto (43e) | + 3h 14' 47" |
| Bergklassement (trofeo Appeninni) | Federico Bahamontes  | 30 punten    |
| Tweede                            | Bruno Monti          | 13 punten    |
| Derde                             | Giuseppe Buratti     | 11 punten    |
| Bergklassement (trofeo Dolomiti)  | Charly Gaul          | 20 punten    |
| Ploegenklassement                 | Atala                | ?            |
| Tweede                            | Tornado              | ?            |
| Derde                             | Nivea                | ?            |

In 1956 ging de 39e Giro d'Italia op 19 mei van start in Milaan. Hij eindigde op 10 juni in Milaan. Er stonden 105 renners verdeeld over 15 ploegen aan de start. Hij werd gewonnen door Charly Gaul.
Aantal ritten: 23

Totale afstand: 3523 km

Gemiddelde snelheid: 34,649 km/h

Aantal deelnemers: 105

## Belgische en Nederlandse prestaties
In totaal namen er 6 Belgen en 6 Nederlanders deel aan de Giro van 1956.

### Belgische etappezeges
- In 1956 was er geen Belgische etappeoverwinning.

### Nederlandse etappezeges
- Jan Nolten won de 5e etappe deel b van San Marino naar San Marino.
- Michel Stolker won de 13e etappe van Lucca naar Bologna.

## Etappe uitslagen
| Datum   | Etappe    | Parcours                                       | Afstand | Eerste                   | Tweede                     | Derde                    | Klassementsleider         |
| ------- | --------- | ---------------------------------------------- | ------- | ------------------------ | -------------------------- | ------------------------ | ------------------------- |
| 19 mei  | etappe 1  | Milaan - Alessandria                           | 210 km  | Pierino Baffi (Ita)      | Gianni Ferlenghi (Ita)     | Mario Baroni (Ita)       | Pierino Baffi (Ita)       |
| 20 mei  | etappe 2A | Alessandria - Genua                            | 96 km   | Alessandro Fantini (Ita) | Fritz Schär (Zwi)          | Giuseppe Fallarini (Ita) | Pierino Baffi (Ita)       |
| 20 mei  | etappe 2B | Lido d'Albaro - Lido d'Albaro (ploegentijdrit) | 12 km   | Leo-Chlorodont           | Legnano                    | Espagne                  | Vincenzo Zucconelli (Ita) |
| 21 mei  | etappe 3  | Genua - Salice Terme                           | 152 km  | Alessandro Fantini (Ita) | Pasquale Fornara (Ita)     | Carlo Clerici (Zwi)      | Alessandro Fantini (Ita)  |
| 22 mei  | etappe 4  | Voghera - Mantua                               | 198 km  | Miguel Poblet (Spa)      | Piet van den Brekel (Ned)  | Guido De Santi (Ita)     | Alessandro Fantini (Ita)  |
| 23 mei  | etappe 5A | Mantua - Rimini                                | 228 km  | Giuseppe Minardi (Ita)   | Giorgio Albani (Ita)       | Bruno Monti (Ita)        | Alessandro Fantini (Ita)  |
| 23 mei  | etappe 5B | San Marino - San Marino (tijdrit)              | 12 km   | Jan Nolten (Ned)         | Federico Bahamontes (Spa)  | Jean Dotto (Fra)         | Alessandro Fantini (Ita)  |
| 24 mei  | etappe 6  | Rimini - Pescara                               | 245 km  | Arrigo Padovan (Ita)     | Rino Benedetti (Ita)       | Ugo Massocco (Ita)       | Alessandro Fantini (Ita)  |
| 25 mei  | etappe 7  | Pescara - Campobasso                           | 205 km  | Charly Gaul (Lux)        | Wout Wagtmans (Ned)        | Bruno Monti (Ita)        | Alessandro Fantini (Ita)  |
| 26 mei  | etappe 8  | Campobasso - Salerno                           | 156 km  | Miguel Poblet (Spa)      | Vincenzo Zucconelli] (Ita) | Fritz Schär (Zwi)        | Alessandro Fantini (Ita)  |
| 28 mei  | etappe 9  | Salerno - Frascati                             | ? km    | etappe 9 niet verreden   | etappe 9 niet verreden     | etappe 9 niet verreden   | Alessandro Fantini (Ita)  |
| 29 mei  | etappe 10 | Rome - Grosseto                                | 198 km  | Bruno Tognaccini (Ita)   | Pierino Baffi (Ita)        | Mario Gervasoni (Ita)    | Alessandro Fantini (Ita)  |
| 31 mei  | etappe 11 | Grosseto - Livorno                             | 230 km  | Pietro Nascimbene (Ita)  | Valerio Chiarlone (Ita)    | Jean Dotto (Fra)         | Alessandro Fantini (Ita)  |
| 1 juni  | etappe 12 | Livorno - Lucca (tijdrit)                      | 54 km   | Pasquale Fornara (Ita)   | Cleto Maule (Ita)          | Nino Defilippis (Ita)    | Pasquale Fornara (Ita)    |
| 2 juni  | etappe 13 | Lucca - Bologna                                | 168 km  | Michel Stolker (Ned)     | Giorgio Albani (Ita)       | Bruno Monti (Ita)        | Pasquale Fornara (Ita)    |
| 3 juni  | etappe 14 | Bologna - San Luca (tijdrit)                   | 2,5 km  | Charly Gaul (Lux)        | Federico Bahamontes (Spa)  | Giuseppe Buratti (Ita)   | Pasquale Fornara (Ita)    |
| 4 juni  | etappe 15 | Bologna - Rapallo                              | 271 km  | Miguel Poblet (Spa)      | Bruno Monti (Ita)          | Marcel Ernzer (Lux)      | Pasquale Fornara (Ita)    |
| 5 juni  | etappe 16 | Rapallo - Lecco                                | 278 km  | Giorgio Albani (Ita)     | Vito Favero (Ita)          | Arrigo Padovan (Ita)     | Pasquale Fornara (Ita)    |
| 7 juni  | etappe 17 | Lecco - Sondrio                                | 98 km   | Miguel Poblet (Spa)      | Guido Boni (Ita)           | Cleto Maule (Ita)        | Pasquale Fornara (Ita)    |
| 8 juni  | etappe 18 | Sondrio - Merano                               | 163 km  | Cleto Maule (Ita)        | Fiorenzo Magni (Ita)       | Rino Benedetti (Ita)     | Pasquale Fornara (Ita)    |
| 9 juni  | etappe 19 | Merano - Monte Bodone                          | 242 km  | Charly Gaul (Lux)        | Alessandro Fantini (Ita)   | Fiorenzo Magni (Ita)     | Charly Gaul (Lux)         |
| 10 juni | etappe 20 | Trente - San Pellegrino                        | 191 km  | Giorgio Albani (Ita)     | Vito Favero (Ita)          | Bruno Tognaccini (Ita)   | Charly Gaul (Lux)         |
| 10 juni | etappe 21 | San Pellegrino - Milaan                        | 113 km  | Donato Piazza (Ita)      | Mario Baroni (Ita)         | Riccardo Filippi (Ita)   | Charly Gaul (Lux)         |

 winnaars · 
roze trui · 
  puntenklassement · 
  bergklassement · 
 jongerenklassement · 
 intergiro · 
 ploegenklassement · 
 strijdlust · 
 zwarte trui
Giro d'Italia Next Gen · Giro Donne · Cima Coppi
 Belgische rozetruidragers · etappewinnaars
 Nederlandse rozetruidragers · etappewinnaars
Mannen:
1909 · 
1910 · 
1911 · 
1912 · 
1913 · 
1914 · 
1919 · 
1920 · 
1921 · 
1922 · 
1923 · 
1924 · 
1925 · 
1926 · 
1927 · 
1928 · 
1929 · 
1930 · 
1931 · 
1932 · 
1933 · 
1934 · 
1935 · 
1936 · 
1937 · 
1938 · 
1939 · 
1940 · 
1946 · 
1947 · 
1948 · 
1949 · 
1950 · 
1951 · 
1952 · 
1953 · 
1954 · 
1955 · 
1956 · 
1957 · 
1958 · 
1959 · 
1960 · 
1961 · 
1962 · 
1963 · 
1964 · 
1965 · 
1966 · 
1967 · 
1968 · 
1969 · 
1970 · 
1971 · 
1972 · 
1973 · 
1974 · 
1975 · 
1976 · 
1977 · 
1978 · 
1979 · 
1980 · 
1981 · 
1982 · 
1983 · 
1984 · 
1985 · 
1986 · 
1987 · 
1988 · 
1989 · 
1990 · 
1991 · 
1992 · 
1993 · 
1994 · 
1995 · 
1996 · 
1997 · 
1998 · 
1999 · 
2000 · 
2001 · 
2002 · 
2003 · 
2004 · 
2005 · 
2006 · 
2007 · 
2008 · 
2009 · 
2010 · 
2011 · 
2012 · 
2013 · 
2014 · 
2015 · 
2016 · 
2017 · 
2018 · 
2019 · 
2020 · 
2021 · 
2022 · 
2023 · 
2024 · 
2025
Vrouwen:
1988 · 
1989 · 
1990 · 
1991 ·
1992 ·
1993 · 
1994 · 
1995 · 
1996 · 
1997 · 
1998 · 
1999 · 
2000 · 
2001 · 
2002 · 
2003 · 
2004 · 
2005 · 
2006 · 
2007 · 
2008 · 
2009 · 
2010 · 
2011 · 
2012 ·
2013 · 
2014 ·
2015 ·
2016 ·
2017 ·
2018 ·
2019 ·
2020 ·
2021 ·
2022 ·
2023 ·
2024 ·
2025